# ديفيد إيفانز (لاعب كرة قدم)
ديفيد إيفانز (بالإنجليزية: David Evans)‏ (4 أبريل 1967 بتشستر في المملكة المتحدة - ) هو لاعب كرة قدم بريطاني في مركز الدفاع. شارك مع منتخب ويلز تحت 19 سنة لكرة القدم. أما مع النوادي، فقد لعب مع مانشستر يونايتد ونادي بانغور سيتي ونادي تشستر سيتي.